# Wetteren
Wetteren è un comune belga di 23 304 abitanti, situato nella provincia fiamminga delle Fiandre Orientali.